# Izz abu-l-Murhaf ibn Munqidh
'Izz ad-Dawla abu-l-Murhaf Nasr ibn Munqidh (fl. XI secolo) fu emiro di Shayzar dal 1082 al 1098.
Durante il suo regno, le terre dei Banu Munqidh furono attraversate dai cavalieri europei della Prima crociata. Come molti altri emiri della Siria, anche Izz abu-l-Murhaf ibn Munqidh non si oppose al passaggio dei cavalieri latini, vincitori dei turchi selgiuchidi nell'Assedio di Antiochia (1098), ma anzi fornì loro viveri e cavalli per proseguire la marcia verso Gerusalemme.